# The Great Fall
The Great Fall è il quarto album in studio dei Narnia, pubblicato nel 2003.

## Il disco
"War Preludium", dalla durata di poco più di un minuto, fa da intro per l'album. Segue la scoppiettante "The Countdown Has Begun", caratterizzata da violenti riff di chitarra, così come la successiva "Back From Hell". "No Time to Lose" si differenzia notevolmente dalle precedenti canzoni a causa del ritmo più lento. "Innocent Blood" è aperta da dolci note tastieristiche  			che lasciano ben presto il posto a ritmi maggiormente incalzanti. Con questa canzone si chiude la prima parte dell'album. La strumentale "Ground Zero" "apre" la seconda parte del disco, che continua con "Judgement Day". Da notare, in quest'ultima canzone, la partecipazione del batterista degli Hammerfall Anders Johansson. La title track  è caratterizzata, oltre che dalla sua durata (ben 14 minuti), dal notevole utilizzo delle tastiere. Anche questa canzone ha visto la partecipazione di musicisti esterni, in questo caso di Eric Clayton, leader dei Saviour Machine.

## Tracce
1. War Preludium – 1:41
2. The Countdown Has Begun – 5:13
3. Back From Hell – 7:31
4. No Time to Lose – 6:28
5. Innocent Blood – 7:35
6. Ground Zero – 5:11
7. Judgement Day – 4:29
8. Desert Land – 1:33
9. The Great Fall of Man – 14:19